# Maurice Greiffenhagen
Maurice William Greiffenhagen est un peintre et illustrateur britannique, né le 15 décembre 1862 à Londres et mort le 26 décembre 1931 dans cette même ville.

## Biographie
Issu d'une famille d'origine danoise, Maurice Greiffenhagen est scolarisé à la University College School (en) de Londres. Il entre aux Royal Academy Schools à l'âge de seize ans et y remporte de nombreux prix.

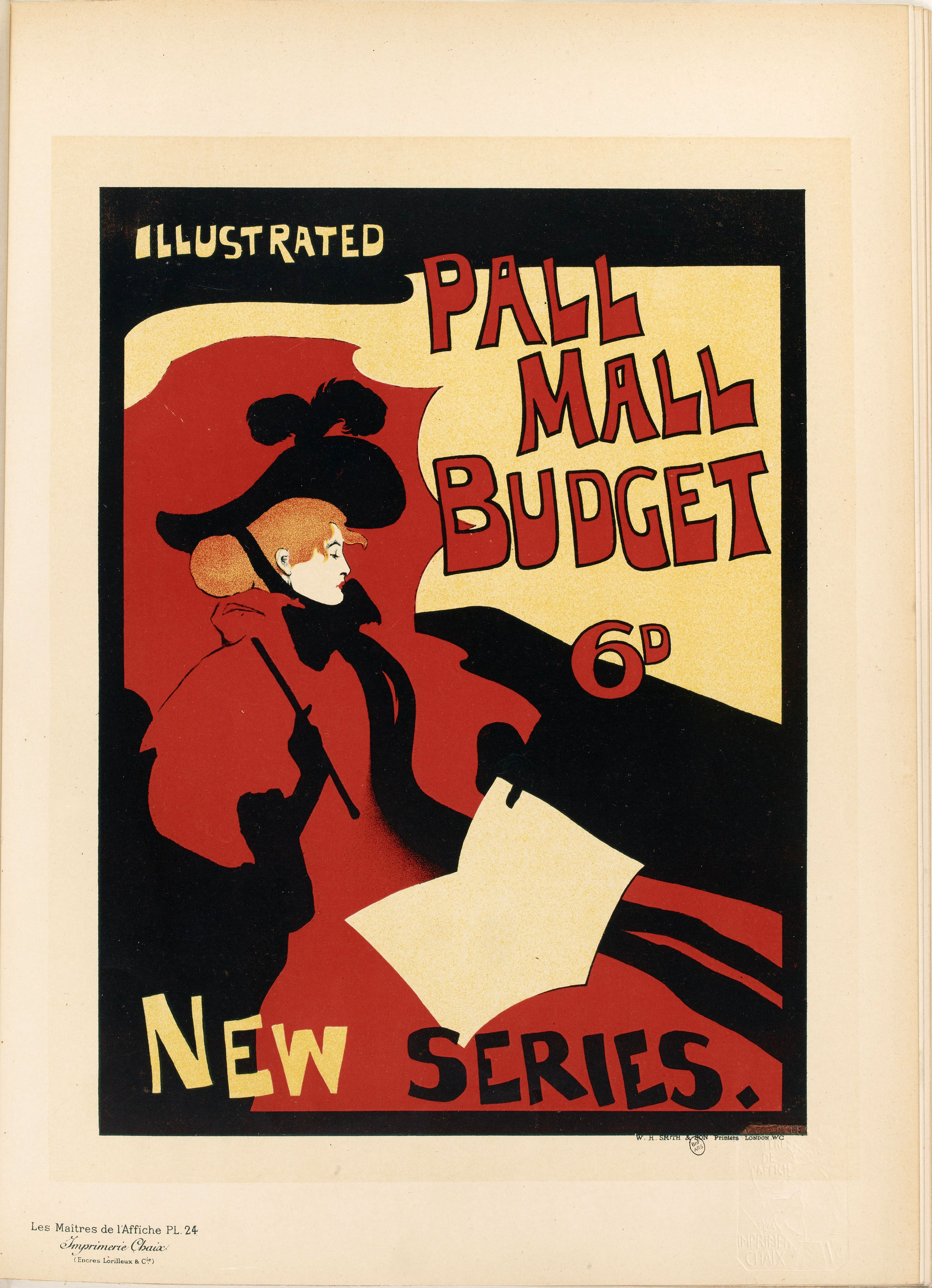

Il commence sa carrière comme illustrateur dans divers magazines tels que Punch ou The Illustrated London News. Il se lie d'amitié avec l'écrivain H. Rider Haggard et illustre plusieurs de ses romans. Jules Chéret choisit de reproduire son travail pour l’Illustrated Pall Mall Budget dans sa revue Les Maîtres de l'affiche (1895-1900).
Greiffenhagen enseigne à la Glasgow School of Art de 1906 à 1929, partageant son temps entre Londres et Glasgow (Ecosse). Durant cette période, il produit de nombreux portraits à l'huile, ainsi que des fresques allégoriques. Il est élu membre de la Royal Academy en 1922.
Maurice Greiffenhagen est atteint de neuropathie optique.[Quand ?]